# ستيفانو براسكي
ستيفانو براسكي (بالإيطالية: Stefano Braschi؛ مواليد 6 يونيو 1957 في باربيرينو دي موجيلو، فلورنسا) هو حكم كرة قدم إيطالي مُعتزل. يجيد الإيطالية والإنجليزية والفرنسية.
أدار براشي مباريات تصفيات كأس العالم 1998 و2002، بالإضافة إلى المباراة الأفتتاحية في بطولة أمم أوروبا 2000 بين بولندا وبلغاريا. كما حكّم لمسابقات الأندية الدولية الكبرى، حيث تولى تحكيم نهائي دوري أبطال أوروبا 2000، ونهائي كأس الكؤوس الأوروبية 1998، ومباراتين في كأس العالم للأندية 2000.
وهو متزوج من زوجته باولا. ولديهم ثلاثة أطفال بالتبني.

## الإنجازات
- جائزة أفضل حكم في الدوري الإيطالي (2): 1999، 2001
- قاعة مشاهير كرة القدم الإيطالية: 2014[9]